# Malappuram (district)
Malappuram is een district van de Indiase staat Kerala. Het district telt 3.629.640 inwoners (2001) en heeft een oppervlakte van 3550 km².
Hoofdstad: Thiruvananthapuram
Districten: Alappuzha · Ernakulam · Idukki · Kannur · Kasaragod · Kollam · Kottayam · Kozhikode · Malappuram · Palakkad · Pathanamthitta · Thrissur · Trivandrum · Wayanad